# Stara Huta (województwo podkarpackie)
Stara Huta (do 14 lutego 1968 Huta Stara) – osada w Polsce położona w województwie podkarpackim, w powiecie lubaczowskim, w gminie Narol. 
W miejscowości znajdowała się huta szkła kryształowego, wybudowana w 1717 roku. Manufakturę ufundował Adam Mikołaj Sieniawski. Produkcja obejmowała m.in. żyrandole, świeczniki oraz zdobione naczynia o charakterze reprezentacyjnym. Wyroby miały dużą wartość artystyczną i uznawane były za dobra luksusowe. Do czasów współczesnych przetrwało przeszło sto obiektów wyprodukowanych w zakładzie. Huta została zamknięta w 1758 roku.
W II Rzeczypospolitej wieś w powiecie lubaczowskim województwa lwowskiego. W latach 1944–1945 nacjonaliści ukraińscy z OUN-UPA zamordowali tutaj 11 Polaków.
Do lat 40. XX wieku Starą Hutę zamieszkiwali głównie Rusini, którzy zostali wysiedleni po wojnie w ramach umów o wymianie ludności z ZSRR oraz w czasie akcji "Wisła". We wsi znajdowała się cerkiew (wzniesiona w 1720 roku). Spłonęła ona w latach 20. XX wieku. Do dziś, w lesie, we wschodniej części osady znajduje się nieogrodzony cmentarz z przeszło 250 nagrobkami w stylu bruśnieńskim. W latach 2014–2019 na cmentarzu przeprowadzono prace renowacyjne, zrealizowane przez wolontariuszy i Stowarzyszenie "Magurycz".